# Gouvernement de Iekaterinoslav
1802–1925
Entités précédentes :
- Gouvernement de Nouvelle Russie

Entités suivantes :
- RSS d’Ukraine

Le gouvernement de Iekaterinoslav (en russe : Екатеринославская губернія, Iekaterinoslavskaïa goubernia) est une division territoriale de l'Empire russe. Créée en 1802, elle fut supprimée en 1925. Son centre administratif était la ville de Iekaterinoslav, aujourd'hui Dnipro.

## Histoire
Le territoire est contrôlé par la Russie depuis 1793 (et auparavant par la Pologne), le gouvernement est créé en 1802, à partir de la réorganisation du gouvernement de Nouvelle-Russie en plusieurs gouvernements distincts. Elle s'étendait sur une partie de l'Ukraine actuelle.
Le 1er août 1925, le découpage administratif a été changé, et cette région a perdu son existence. À la place, plusieurs oblasts ukrainiennes ont été créées.

## Population
Le gouvernement de Iekaterinoslav comptait 2 113 674 habitants au recensement de 1897.
Les principales villes du gouvernement étaient en 1897 :
- Iekaterinoslav, la capitale de la province.
- Marioupol
- Lougansk
- Bakhmout
- Aleksandrovsk
- Pavlograd
- Novomoskovsk
- Verkhnedneprovsk
- Slovianoserbsk

## Administration
Le gouvernement de Iekaterinoslav était subdivisée en huit ouïezds :
1. Iekaterinoslav (Екатеринославъ, Катеринослав)
2. Verkhnodneprovsk (Верхноднѣпровскъ, Верхніодніпровськ)
3. Bakhmout (Бахмутъ, Бахмут)
4. Novomoskovsk (Новомосковскъ, Новомосковськ)
5. Aleksandrovsk (Александровскъ, Олександрівськ)
6. Pavlograd (Павлоградъ, Павлоград)
7. Slovianoserbsk (Славяносербскъ, Слав'яносербськ)
8. Taganrog (Таганрог)

## Source
- (en) Cet article est partiellement ou en totalité issu de l’article de Wikipédia en anglais intitulé « Yekaterinoslav Governorate » (voir la liste des auteurs).